# سخامیر کلای
سخامیر کلای (به لاتین: Sekhamir Kalay) یک منطقهٔ مسکونی در افغانستان است که در ولسوالی گربز واقع شده‌است. سخامیر کلای ۱٬۲۰۷ متر بالاتر از سطح دریا واقع شده‌است.